# Unión Hidalgo, Unión Hidalgo
Unión Hidalgo är en ort i Mexiko.   Den ligger i kommunen Unión Hidalgo och delstaten Oaxaca, i den sydöstra delen av landet, 600 km sydost om huvudstaden Mexico City. Unión Hidalgo ligger 15 meter över havet och antalet invånare är 12 736.
Terrängen runt Unión Hidalgo är platt. Runt Unión Hidalgo är det ganska tätbefolkat, med 134 invånare per kvadratkilometer. Unión Hidalgo är det största samhället i trakten. Omgivningarna runt Unión Hidalgo är en mosaik av jordbruksmark och naturlig växtlighet.